# Marc Cinci Aliment
Marc Cinci Aliment (en llatí Marcus Cincius Alimentus) va ser un magistrat i polític romà del segle iii aC. Formava part de la gens Cíncia, una gens romana d'origen plebeu.
Va ser elegit tribú de la plebs l'any 204 aC. Va proposar i fer aprovar la llei coneguda com a Lex Cincia de Donis et Muneribus que va regular les donacions i les va limitar. Aquesta llei va ser confirmada en temps d'August. Probablement és el mateix personatge que Marc Cinci, prefecte de Pisa l'any 194 aC.